# Panzer 58
Il Mittlerer Panzer 1958 o Panzer 58 era un carro armato medio svizzero. Vennero prodotti 12 esemplari, poi convertiti in Panzer 61.

## Storia
La Svizzera dopo la seconda guerra mondiale era equipaggiata con veicoli da combattimento datati di produzione straniera, come il cacciacarri Hetzer, e non era in grado di procurarsi nuovi veicoli corazzati a causa del coinvolgimento degli altri paesi nella guerra di Corea. Così nel 1953 furono stanziati fondi per lo sviluppo di un carro armato medio di produzione nazionale. Il primo prototipo venne completato da Eidgenoessische Konstruktionswerkstaette nel 1957 e venne designato Panzer 58. L'armamento principale era costituito da un cannone da 90 mm di produzione locale. Un secondo prototipo venne equipaggiato con il pezzo britannico da 84 mm Ordnance QF 20 lb. I successivi 10 esemplari di serie, realizzati tra il 1960 e il 1961, furono armati infine con il pezzo da 105 mm Royal Ordnance L7. Rimasti in servizio fino al 1964, furono poi convertiti in Panzer 61, sviluppo successivo dello stesso carro che fu la base della dottrina corazzata svizzera nella Guerra Fredda e nei tempi moderni. Anche i moderni Leopard 2 svizzeri sono modificati in risposta alle specifiche uniche dell'esercito svizzero, largamente basate sull'esperienza del Panzer 58.

## Tecnica
L'unità di propulsione era compatta e modulare e poteva essere installata rapidamente. Essa consisteva di motore, motore ausiliario, trasmissione e frizioni di sterzo e radiatore. Il motore ausiliario era un diesel quadricilindrico e alimentava il generatore principale: in caso di problemi al motore principale, il carro poteva spostarsi per brevi distanze tramite una trasmissione ausiliaria. La trasmissione principale era una SLM con 6 marce avanti e 2 retromarce. I freno di servizio e di stazionamento era costituito da due freni a nastro ai lati del riduttore. La torretta era posizionata al centro dello scafo. L'equipaggio era costituito da 4 membri: capocarro, cannoniere, servente e pilota.